# Parafia św. Siostry Faustyny Kowalskiej w Stuchowie
Parafia pw. św. Siostry Faustyny Kowalskiej w Stuchowie – parafia rzymskokatolicka należąca do dekanatu Kamień Pomorski, archidiecezji szczecińsko-kamieńskiej, metropolii szczecińsko-kamieńskiej. W parafii posługują księża diecezjalni. Według stanu na lipiec 2025 proboszczem parafii był ks. Sebastian Kazimierski. 

## Miejsca święte

### Kościół parafialny
Kościół pw. św. Siostry Faustyny Kowalskiej w Stuchowie

### Kościoły filialne i kaplice
- Kaplica pw. Najświętszej Maryi Panny Częstochowskiej w Kępicy[1]
- Kościół pw. Świętego Stanisława Kostki w Witnie[1]